# Hedwigia drummondii
Hedwigia drummondii là một loài Rêu trong họ Hedwigiaceae. Loài này được (Taylor) Kindb. mô tả khoa học đầu tiên năm 1888.